# 이브 자크
이브 자크(Yves Jacques, 1956년 5월 10일 ~ )는 캐나다의 배우, 영화배우, 연극 배우, 텔레비전 배우이다.
퀘벡에서 태어났다.

## 출연 작품

### 영화
- 유쾌한 은행털이 (1985, Hold-up)
- 미제국의 몰락 (1986)
- 몬트리올 예수 (1989)
- 카프카의 연인 밀레나 (1991)
- 루이의 리얼리티쇼 (1994, Louis 19, le roi des ondes)
- 알프레드 노벨 (1995, Alfred) - 조르주 역
- 겨울 학교 (1998, La Classe de neige)
- Souvenirs intimes (1999)
- 마법사들의 방 (1999, La Chambre Des Magiciennes)
- 쓰리 시즌 (1999, Ba Mùa)
- 길로틴 트래지디 (2000)
- Betty Fisher et autres histoires (2001)
- 야만적 침략 (2003)
- 소녀 릴리 (2003, La Petite Lili)
- 에비에이터 (2004)
- 친구로 남기를 바래 (2005, Je préfère qu'on reste amis...)
- Aurore (2005)
- Désaccord parfait (2006)
- 언 시크릿 (2007)
- 하루, 48시간 (2008)
- 유 윌 미스 미 (2009, Je vais te manquer)
- La dernière fugue (2010)
- Voyez comme ils dansent (2011)
- 로렌스 애니웨이 (2012) - 미첼 라포툰 역
- 테레즈 데케루 (2012) - 듀로스 역
- 엄마와 나 그리고 나의 커밍아웃 (2013) - 정신심리학자 역
- 그레이스 오브 모나코 (2014년) - 드라벤 역
- Nephew (2015) - 조지 삼촌 역 (단편)
- Les fausses confidences (2017)
- 알린 (2020, Aline)

### 텔레비전 드라마
- 벨 에포크 (1995, Belle Époque)
- 나폴레옹 (2002) - 루시앙 보나파르트 역 (A&E)